# 22 Калиопа
22 Калиопа (лат. 22 Kalliope) је астероид главног астероидног појаса са пречником од приближно 181,00 km.
Афел астероида је на удаљености од 3,206 астрономских јединица (АЈ) од Сунца, а перихел на 2,610 АЈ.
Ексцентрицитет орбите износи 0,102, инклинација (нагиб) орбите у односу на раван еклиптике 13,707 степени, а орбитални период износи 1812,149 дана (4,961 године).
Апсолутна магнитуда астероида је 6,45 а геометријски албедо 0,141.
Астероид је откривен 16. новембра 1852. године.